# Horst Wenzel (Pädagoge)
Horst Wenzel (* 16. August 1927 in Görlitz; † 28. September 2009 ebenda) ist ein deutscher Jugendbuchautor, Pädagoge und Verfasser regionaler kulturhistorischer Werke. Als führender Vertreter der Evangelischen Kirche der schlesischen Oberlausitz gehört er zu den Wegbereitern der friedlichen Revolution 1989/1990 und zu den prägenden Gestaltern in einem demokratischen Gemeinwesen.

## Werdegang
Nach dem Zweiten Weltkrieg wurde Horst Wenzel in nur wenigen Monaten an der Lehrerbildungsanstalt zum damaligen dringend benötigten Neulehrer ausgebildet. Sein erster Einsatzort war die Schule 1 in der Schulstraße in Görlitz, an der er auch eine Zeit lang als Direktor tätig war. Ab 1957 und bis zu seinem altersbedingten Ausscheiden unterrichtete er an der Annenschule (heute Augustum-Annen-Gymnasium) die Fächer Deutsch, Geographie und Astronomie.

## Engagement
Neben seiner Bildungstätigkeit legte er sehr großen Wert auf Erziehungsarbeit. Horst Wenzel stellte seine Gaben in den Dienst des Gemeinwohls und in die generationsübergreifende Bildungsarbeit.
In über 40 Jahren aktiver Kirchenarbeit war er wiederholt stellvertretender Vorsitzender des Gemeindekirchenrates der evangelischen Auferstehungskirche in Görlitz-Weinhübel und wirkte dort bis ins hohe Alter als Kirchenältester.

## Auszeichnungen
- 2008  Ehrenbürger der Stadt Görlitz

## Veröffentlichungen
- 1982 mit Hans Märtin. Goethe in Pößneck. Betrachtungen über die Anwesenheit in Pößneck mit zahlreichen s/w Abbildungen

### Broschüren
- 2009 Georg Emmerich und das Heilige Grab in Görlitz, 4. Auflage, Förderverein für die Denkmalspflege für das Heilige Grab in Görlitz e. V. (Hrsg.)
- 2007 Weinhübel einst und jetzt, Posottendorf – Leschwitz
- 1999/2000 St. Nikolai zu Görlitz, Gotteshaus und Kirchhof
- 1998 Die Görlitzer Frauenkirche
- 1995 Ein Schatzkästlein in Görlitz Dreifaltigkeitskirche, Klosterkirche, Mönchskirche, Oberkirche, Franziskanerkirche, 2. überarbeitete Auflage, 2003 aus Anlass des 750. Jubiläum der Kirchweihe (1245–1995)
- 1994 Die Annenkapelle

### Jugendbücher
- 1966 Die große Fahrt des Christoph Kolumbus. Neues Leben, ISBN 3-355-01252-1
  - weitere Auflagen: Boje Verlag, 1975. 254 S. Originalpappband, gebunden
  - Berlin: Verlag Neues Leben, 1982, 5. Aufl., 235 S., m. Ill., ill. OPpbnd. (Reihe: Spannend erzählt; 68) (641 341 7) ill. OPpbnd.
- 1972 Westwärts zu den Molukken: Eine historische Reisebeschreibung über die erste Erdumsegelung, Berlin, Kinderbuchverlag, 332 S., gebundene Ausgabe, Leinen
- 1974 Karavellen für Magellan. Boje, 1974. 260 Seiten, ISBN 3-414-11080-6

### Artikel
- Es erschienen zahlreiche Beiträge in der Regionalausgabe der Wochenzeitung Die Kirche in den Bereichen Gemeindeveranstaltungen, Kulturgeschichte, Lyrik und Gedanken über Persönlichkeiten des kirchlichen Lebens.
- Er begleitet Redaktionskreise verschiedener Organisationen (u. a. auch die Arbeit des Fördervereins zur Denkmalspflege für das Heilige Grab in Görlitz e. V.).

## Anmerkung
- Text wurde von Horst Wenzel im Dezember 2008 zur Veröffentlichung freigegeben.

| Personendaten    | Personendaten                                                                         |
| ---------------- | ------------------------------------------------------------------------------------- |
| NAME             | Wenzel, Horst                                                                         |
| KURZBESCHREIBUNG | deutscher Jugendbuchautor, Pädagoge und Verfasser regionaler kulturhistorischen Werke |
| GEBURTSDATUM     | 16. August 1927                                                                       |
| GEBURTSORT       | Görlitz                                                                               |
| STERBEDATUM      | 28. September 2009                                                                    |
| STERBEORT        | Görlitz                                                                               |